# NGC 3967
NGC 3967 ist eine elliptische Galaxie vom Hubble-Typ E/S0 im Sternbild Becher südlich der Ekliptik. Sie ist schätzungsweise 244 Millionen Lichtjahre von der Milchstraße entfernt und hat einen Durchmesser von etwa 50.000 Lichtjahren. 

Im selben Himmelsareal befinden sich u. a. die Galaxien NGC 3959 und IC 747.
Das Objekt wurde am 19. Mai 1881 von Ernst Wilhelm Leberecht Tempel entdeckt.